# Hoya beccarii
Hoya beccarii ist eine Pflanzenart der Gattung der Wachsblumen (Hoya) aus der Unterfamilie der Seidenpflanzengewächse (Asclepiadoideae).

## Merkmale
Hoya beccarii ist eine epiphytische, kletternde Pflanze mit wenig verzweigten Trieben. Alle Teile der Pflanze enthalten einen weißen Milchsaft. Die Triebe sind fadenförmig dünn, 1,5 bis 3 mm im Durchmesser und 1 bis 2 m lang. Sie sind kahl und dunkelgrün gefärbt, ältere Teile werden grau braun. An den Knoten und auch etwas unterhalb der Knoten sind Haftwurzeln ausgebildet. Die Internodien sind 6 bis 20 cm lang. Die Blätter sind gestielt, die Blattstiele sind 10 bis 15 mm lang, selten auch nur 4 mm. Die flachen, ledrigen Blattspreiten sind schmal lanzettlich bis elliptisch. Die Basis läuft spitz aus, das äußere Ende ist zugespitzt. Sie messen 4 bis 10 cm in der Länge und 2 bis 3,5 cm in der Breite. Die Blattspreiten sind glänzend grün auf der Oberseite und etwas heller grün auf der Unterseite. Die Blattnervatur ist gefiedert mit einer leicht eingesenkten Mittelrippe. Die sekundäre Blattadern sind kaum sichtbar. An der Blattbasis sind ein oder zwei eiförmige, kastanienbraune Drüsen vorhanden. Die Blattstiele sind 4 bis 10 Millimeter lang und haben einen Durchmesser von 2 bis 3 Millimeter.
Die konvex gewölbten, doldenförmigen Blütenstände entspringen außerhalb der Blattachseln. Sie sind vielblütig mit 15 bis 30 Blüten, sind an der Oberfläche konkav gewölbt und haben einen Durchmesser von 5 bis 7,5 cm. Die persistierenden Blütenstandstiele sind abwärts gebogen (positiv geotrop) und (2,5) 5 bis 10 (15) cm lang. Sie sind im Querschnitt rund, der Durchmesser beträgt 1,5 bis 2 mm. Die Rhachis ist bis zu 2 cm lang. Die Blüten sitzen auf 0,4 bis 3 cm langen Blütenstielen, die vom Zentrum zum Rand der Dolde hin länger werden. Drei oder vier Blüten an der Peripherie der Dolde haben längere, gebogene Blütenstiele und treten daher auffällig hervor. Bei diesen Blüten erreichen die Blütenstiele eine Länge von bis zu 5 Zentimetern. Die Kelchblätter sind elliptisch-dreieckig mit gerundetem Apex. Sie messen 1,5 bis 2 mm in der Länge und 1 bis 1,3 mm in der Breite. In jedem Kelchblattsinus sitzt je eine flache, rundliche Drüse mit einem Durchmesser von etwa 250 μm. Die fünfzähligen, zygomorphen Blüten sind zwittrig und haben eine doppelte Blütenhülle. Die Blütenkrone hat einen Durchmesser von 4 bis 6 mm (bzw. mit ausgebreiteten Kronblätter von 7 bis 9 mm). Die Farbe variiert von creme-, pink- bis orangefarben. Die Kronblätter sind etwa zur Hälfte verwachsen (Sympetalie). Die dreieckigen Kronblattzipfel sind stark nach außen umgebogen. Sie sind 2 bis 3,5 mm lang und 2 bis 3 mm breit, schütter flaumig behaart mit einem zugespitzten (akuminaten) und kahlen Apex. Die Außenseite ist kahl und hellpinkfarben. Die Nebenkrone hat einen Durchmesser von 3,5 bis 4,5 mm, und ist 1,5 bis 2 mm hoch. Sie ist fleischig und orange- oder pinkfarben. Die Zipfel der staminalen Nebenkrone sind länglich-eiförmig und auf der Oberseite leicht gekielt. Sie weisen basal umgebogene Ränder auf, sind 2,3 bis 3 mm lang und 0,7 bis 1 mm breit. Der innere, purpurfarbene Fortsatz ist aufsteigend und spitz, und so hoch wie die Staubbeutel. Der äußere Fortsatz ist rund und mittig ein wenig eingeschnitten (bilobat). Der Stiel der Nebenkrone ist durch die zurück gebogenen Zipfel der Nebenkrone verborgen. Er hat einen Durchmesser von etwa 0,8 mm und ist flaumig behaart. Die Pollinia sind länglich mit runder Basis und schräg abgeschnittenem Apex. Sie sind 190 bis 240 μm lang und 90 bis 120 μm breit. Die Caudiculae sind spatelförmig und breit geflügelt. Das Retinaculum ist eiförmig und misst 50–80 × 35–40 μm. Der 1 mm hohe Fruchtknoten mit zwei Fruchtblättern ist eiförmig und weist einen abgeflachten Apex auf.
Die Früchte sind 15 cm lang, bei einem Durchmesser von 8 mm. Die länglichen Samen sind 5 bis 6 mm lang mit einem langen Haarschopf.

## Geographische Verbreitung und Habitat
Hoya beccarii kommt auf der gesamten Insel Borneo, der Malaiischen Halbinsel, Sumatra und auf Java (Indonesien) vor.
Es handelt sich um eine epiphytische, kletternde Art tropischer Regenwälder, die oft entlang von Flüssen und Wasserläufen auf Bäumen wächst. Sie kommt auf der Malaiischen Halbinsel von Meereshöhe bis in etwa 1000 Metern über Meereshöhe vor. In Borneo wurde sie bisher nur bis in etwa 300 m über Meeresniveau gefunden.

## Taxonomie
Das Taxon wurde von Michele Rodda und Nadhanielle Simonsson Juhonewe 2013 publiziert. Das Artepitheton beccarii ist nach Odoardo Beccari (1843–1920) benannt, einem italienischen Botaniker, der als Erster ein Exemplar dieser Art in Sarawak sammelte. Der Holotypus und ein Isotypus werden im Herbarium des Museums für Naturgeschichte in Florenz (Italien) aufbewahrt (Jul. 1866; O. Beccari 6536a leg.). Das Taxon ist nach dem italienischen Botaniker Odoardo Beccari benannt, der die Art 1866 in Sarawak entdeckte, sie aber nicht formal benannte.
Die Datenbank Plants of the World online akzeptiert Hoya beccarii als gültiges Taxon.